# 主教座堂博物馆 (锡耶纳)
主教座堂博物馆（Museo dell'Opera del Duomo）是意大利中部托斯卡纳锡耶纳一个艺术博物馆，收藏艺术品，以及锡耶纳主教座堂的建筑零件，包括乔瓦尼·皮萨诺为主教座堂的立面创作的哥特式雕塑等。也有的作品来自该地区的其他教堂。 